# Aartsbisdom Kaduna
Het aartsbisdom Kaduna (Latijn: Archidioecesis Kadunaensis) is een rooms-katholiek aartsbisdom met als zetel Kaduna, de hoofdstad van de staat Kaduna in Nigeria.

## Geschiedenis
Het aartsbisdom werd opgericht op 24 augustus 1911, uit de apostolische prefectuur Upper Niger, als de apostolische prefectuur Eastern Nigeria. Op 18 juli 1929 veranderde het van naam naar apostolische prefectuur Northern Nigeria en op 9 april 1934 werd de naam veranderd naar apostolische prefectuur Kaduna. 
Op 29 juni 1953 werd het verheven tot een bisdom, en op 16 juli 1959 werd het een metropolitaan-aartsbisdom.
Het verloor meermaals gebied bij de oprichting van de prefecturen Jos (1934), Niamey (1942), Sokoto (1953), Kabba (1955) en Minna (1938), de missio sui iuris Kano (1991), en de bisdommen Kafanchan (1995) en Zaria (2000).

## Parochies
In 2019 telde het aartsbisdom 93 parochies. Het aartsbisdom had in 2019 een oppervlakte van 17.094 km2 en telde 2.424.396 inwoners waarvan 24,4% rooms-katholiek was.

## Suffragane bisdommen
Kaduna heeft zes suffragane bisdommen, waarmee het een kerkprovincie vormt:
- Bisdom Kafanchan
- Bisdom Kano
- Bisdom Kontagora
- Bisdom Minna
- Bisdom Sokoto
- Bisdom Zaria

## Bisschoppen
- Joseph Oswald Timothée Waller (1912 - 1929; eerste prefect)
- Francis O’Rourke (14 mei 1929 - 27 maart 1930)
- William Thomas Porter (8 april 1930 - 25 april 1933)
- Thomas Hughes (12 januari 1934 - 12 januari 1943)
- John MacCarthy (14 mei 1943 - 10 april 1975; eerste bisschop en aartsbisschop)
- Peter Yariyok Jatau (10 april 1975 - 16 november 2007, coadjutor sinds 26 juni 1972)
- Matthew Man-oso Ndagoso (16 november 2007 - heden)

Kaduna (aartsbisdom) · Kafanchan · Kano · Kontagora · Minna · Sokoto · Zaria